# Heather DeLoach
Heather DeLoach (1 de febrero de 1983) es una actriz estadounidense, más conocida por su interpretar a "la niña abeja" en el vídeo musical para el sencillo «No Rain» (1992) de la banda Blind Melon. También apareció en dos episodios del drama médico ER. 
Repitió su papel como "la niña abeja" para el vídeo musical «Bedrock Anthem» (1993) de "Weird Al" Yankovic.

## Filmografía
- Anywhere but Here (1999) como Ellen.
- The Beautician and the Beast (1997) como Masha.
- A Little Princess (1995) como Ermengarde.
- Camp Nowhere (1994) como Eileen.
- I'll Do Anything (1994) como Rainbow House Child.